# Most Unii Europejskiej
Most Unii Europejskiej – most drogowy przez rzekę Wartę w Koninie w województwie wielkopolskim w ciągu drogi krajowej nr 25.
Most typu extradosed jest drugą przeprawą przez rzekę Wartę w mieście.
Most z estakadami dojazdowymi nad Doliną Warty o długości 3400 metrów wybudowany został przez konsorcjum Hydrobudowa-6, Warszawskie Przedsiębiorstwo Robót Drogowych i Płockie Przedsiębiorstwo Robót Mostowych w latach 2006-2007.
Koszt budowy mostu wraz z nowym odcinkiem drogi krajowej numer 25 wyniósł ok. 200 mln zł i w 75 procentach współfinansowany był z Europejskiego Funduszu Rozwoju Regionalnego.
Most oddany do użytku 15 grudnia 2007 roku otrzymał uchwałą Rady Miasta Konina nazwę Unii Europejskiej.
Najbliższą przeprawą przez Wartę w górę rzeki jest Most im. Marszałka Józefa Piłsudskiego w centrum Konina w ciągu drogi krajowej nr 92, a w dół rzeki most w ciągu autostrady A2.

## Historia budowy
Umowa z wykonawcą podpisana została 13 stycznia 2006 r., a wmurowanie kamienia węgielnego oraz aktu erekcyjnego pod budowę mostu odbyło się 25 kwietnia 2006 r. Zakończenie budowy było planowane na 30 listopada 2007 roku.